# Nicolas Kühn
Nicolas-Gerrit Kühn, né le 1er janvier 2000 à Wunstorf en Allemagne, est un footballeur allemand évoluant au poste d'ailier droit au Côme 1907.

## Biographie
Le 16 janvier 2024, il rejoint Celtic.

## Palmarès

### En club
Celtic FC
- Championnat d'Écosse de football (2)
  - Champion en 2024 et 2025

- Coupe de la Ligue écossaise (1)
  - Vainqueur en 2024

- Coupe d'Écosse
  - Finaliste en 2025

### Distinctions personnelles
- Membre de l'équipe-type de Scottish Premier League en 2025.